# 강천산휴게소
강천산휴게소(Gangcheonsan Service Area)는 전북특별자치도 순창군 순창읍에 위치한 광주대구고속도로의 고속도로 휴게소이다. 양방향 모두 휴게소가 존재한다. 광주방향의 주소는 광주대구고속도로 27, 대구방향의 주소는 광주대구고속도로 28 이다

## 시설

### 광주방향
- 주차장
- 화장실
- 수유실
- 매점
- 브랜드 매장 : 할리스
- 현금 자동 입출금기
- 전기차충전소
- 정유소 : EX-OIL

### 대구방향
- 주차장
- 화장실
- 수유실
- 매점
- 현금 자동 입출금기
- 전기차충전소
- 정유소 : 알뜰주유소

## 전후
광주 방향
- 담양 나들목→강천산휴게소→순창 나들목
- 고속도로 기점→강천산휴게소→ 남원휴게소

대구 방향
- 담양 나들목←강천산휴게소←순창 나들목
- 고속도로 종점 ←군산휴게소← 남원휴게소